# Большие Серовы
Большие Серовы — деревня в Слободском районе Кировской области в составе Бобинского сельского поселения.

## География
Находится на расстоянии примерно 9 км на восток от Нового моста через Вятку в городе Киров.

## История
Известна с 1670 года как деревня Онтоновская Прозорова с 1 двором, в 1764 году учтено 57 жителей, деревня принадлежала Вятскому архиерею. В 1873 году в деревне Антоновская (Серовы) было учтено дворов 9 и жителей 110, в 1905 13 и 80, в 1926 18 и 90. Нынешнее название утвердилось с 1939 года. Деревня имеет дачный характер.

## Население
Постоянное население  не было учтено как в 2002 году, так и в 2010.